# The second you sleep (single)
The second you sleep is een lied van de Deense band Saybia. Het is een liefdeslied dat Søren Huss met de band schreef.
Dit is de tweede hitsingle van de band, nadat Saybia eerder dat jaar in Nederland en Vlaanderen al een kleine hit had gehad met The day after tomorrow. Beide singles staan op het album The second you sleep. Het extra nummer op de cd-single is Fools corner. Het jaar erop was Saybia een van de bands tijdens het Lowlands-festival.
In 2011 bracht de Deense zanger Søren Bødker Madsen een cover van het nummer uit op zijn album More acoustic guitar.

## Hitnoteringen
De single behaalde geen notering in Denemarken en evenmin in de Nederlandse Top 40. In Vlaanderen kwam deze single niet verder dan een tipnotering. Wel stond hij zes weken in de Mega Top 100.
| The second you sleep in de Nederlandse Mega Top 100 van 28-09-2002 t/m 02-11-2002 | The second you sleep in de Nederlandse Mega Top 100 van 28-09-2002 t/m 02-11-2002 | The second you sleep in de Nederlandse Mega Top 100 van 28-09-2002 t/m 02-11-2002 | The second you sleep in de Nederlandse Mega Top 100 van 28-09-2002 t/m 02-11-2002 | The second you sleep in de Nederlandse Mega Top 100 van 28-09-2002 t/m 02-11-2002 | The second you sleep in de Nederlandse Mega Top 100 van 28-09-2002 t/m 02-11-2002 | The second you sleep in de Nederlandse Mega Top 100 van 28-09-2002 t/m 02-11-2002 | The second you sleep in de Nederlandse Mega Top 100 van 28-09-2002 t/m 02-11-2002 |
| Week                                                                              | 1                                                                                 | 2                                                                                 | 3                                                                                 | 4                                                                                 | 5                                                                                 | 6                                                                                 |                                                                                   |
| --------------------------------------------------------------------------------- | --------------------------------------------------------------------------------- | --------------------------------------------------------------------------------- | --------------------------------------------------------------------------------- | --------------------------------------------------------------------------------- | --------------------------------------------------------------------------------- | --------------------------------------------------------------------------------- | --------------------------------------------------------------------------------- |
| Positie                                                                           | 98                                                                                | 100                                                                               | 97                                                                                | 96                                                                                | 97                                                                                | 95                                                                                | uit                                                                               |

### NPO Radio 2 Top 2000
| Nummer met noteringen in de NPO Radio 2 Top 2000 | '14  | '15  | '16  | '17  |
| ------------------------------------------------ | ---- | ---- | ---- | ---- |
| The second you sleep                             | 1726 | 1400 | 1670 | 1526 |

1. ↑  Een vetgedrukt getal geeft de hoogste notering aan.
2. ↑  2014 was het eerste jaar met een notering voor dit nummer.
3. ↑  Deze tabel is bijgewerkt tot en met de laatste editie (2024).